# Phoenix CNE
Phoenix CNE é um canal de televisão chinês com o objectivo de chegar às comunidades chinesas na Europa. A programação do Phoenix CNE inclui programas de produção local, talk-shows, séries e informação.

## Ligações Externas
Site Oficial